# John Mayer
John Clayton Mayer, född 16 oktober 1977 i Bridgeport, Connecticut, är en amerikansk sångare, låtskrivare, gitarrist och musikproducent. 
Han har nominerats till 19 Grammy Awards varav han vunnit sju.

## Biografi
Mayer började på Berklee College of Music innan han flyttade till Atlanta, Georgia 1998, där han finslipade sina färdigheter och började jobba på sina två första album Heavier Things och Room for Squares som gick kommersiellt bra och nådde multi-platinastatus. År 2003 vann han en Grammy för låten "Your Body Is a Wonderland".
I början av sin karriär spelade Mayer huvudsakligen akustisk rock, men gick senare över till bluesgenren år 2005 (inkluderar samarbeten med kända bluesartister som till exempel BB King, Eric Clapton, Buddy Guy, Double Trouble) och formade John Mayer Trio. Hans bluesinfluenser märktes på hans album Continuum som släpptes i september 2006 och på livealbumet Where The Light Is: John Mayer Live In Los Angeles från 2008. Mayer vann två Grammys det året. Best Pop Vocal Album för Continuum och Best Male Pop Vocal Performance för sången "Waiting on the World to Change". 2009 släppte han albumet Battle Studies, som han själv beskriver som en hjärtesorghandbok. Skivan har fått varierad, men i regel positiv kritik. Den 22 maj 2012 släpptes Born and Raised, där genren fått en tydlig vändpunkt. Mayer har här släppt bluesen och låtit sig influeras av sydstatlig country- och folkmusik med en mer akustisk ljudbild. Dessa influenser visas ännu tydligare i Mayers album Paradise Valley, som släpptes den 19 augusti 2013. Efter fyra års uppehåll från inspelningar återvände Mayer 2017 med sitt sjunde album "The Search for Everything". På albumet återgick han till sin pop-stil efter att ha utforskat andra genrer på tidigare skivor. 
Mayer är också mindre känd för sin stand-up-komedi, design, och har skrivit texter för diverse tidningar, mest känd för sina texter i tidningen Esquire. Han är också inblandad i filantropiska aktiviteter genom sin Back to You-fond och sina försök till att motverka den globala uppvärmningen.
2009 spelade han "Human Nature" på Michael Jacksons begravning.

## Diskografi
- 2001 – Room for Squares
- 2003 – Heavier Things
- 2006 – Continuum
- 2009 – Battle Studies
- 2012 – Born and Raised
- 2013 – Paradise Valley
- 2017 – The Search for Everything

Livealbum
- 2003 – Any Given Thursday
- 2004 – As/Is: Volume Two (Live @ Mountain View, CA – 7/16/04)
- 2004 – As/Is: Volume Three (Live @ Houston, TX – 7/24/04)
- 2004 – As/Is: Volume Four (Cleveland / Cincinnati, OH – 8/03/04–8/04/04)
- 2004 – As/Is: Volume Five (Live @ Philadelphia, PA & Hartford, CT – 8/14/04–8/15/04)
- 2008 – Where The Light Is: John Mayer Live In Los Angeles

EP
- 1999 – Inside Wants Out
- 2003 – As/Is: Volume One
- 2006 – The Village Sessions
- 2012 – The Complete 2012 Performances Collection
- 2017 – The Search for Everything: Wave One
- 2017 – The Search for Everything: Wave Two

## Utmärkelser
- Grammy Award för bästa manliga popframfrädande,  2002
- Grammy Award för bästa manliga popframfrädande,  2004
- Grammy Award för årets sång, för Daughters,  2004
- Grammy Award för bästa popalbum, för Continuum,  2006
- Grammy Award för bästa manliga popframfrädande, för Waiting on the World to Change,  2007[1]
- Grammy Award för bästa rocksångsoloframträdande,  2008
- Grammy Award för bästa manliga popframfrädande,  2008

[Redigera Wikidata]